# Federação Internacional de Cabo de Guerra
Federação Internacional de Cabo de Guerra (em inglês:  Tug of War International Federation — TWIF), é a organização esportiva internacional que gere o esporte de cabo de guerra.
A TWIF foi fundada em 1960; a sede é em Orfordville, Wisconsin, Estados Unidos e o presidente é Anton Rabe, da África do Sul.
A TWIF é membro reconhecido pela General Association of International Sports Federations e da International World Games Association e o cabo de guerra faz parte dos Jogos Mundiais, que é patrocinado pelo Comité Olímpico Internacional (COI).
Possui mais de 50 membros associados, nos cinco continentes.